# Политички скандал
Политички скандал је политички појам који се односи на скандал везан пре свега за личности, организације и делатности које се тичу политике и политичког живота у ширем смислу. У зависности како се. где и када појављују могу узимати различите облике. Најчешће су то корупција или изборна превара, односно масовно и дуготрајно кршење закона са тешким последицама по друштво. Могу настати и прикривањем чињеница и активности од стране појединаца који су предмет злоупотреба и корупције.
Један од најпознатијих политичких скандала у модерној историји је афера Вотергејт која се десила 1974. године у САД и која је резултирала оставкома председника Ричарда Никсона.